# Greenwich Castle
Greenwich Castle var en jagthytte der blev brugt under Henrik 8. i Greenwich Park, i Greenwich, England. Den er siden blevet revet ned og Royal Greenwich Observatory er blevet opført på stedet, hvor den stod. Greenwich Castle var tilsyneladende Henrik 8.'s favoritsted til at have sin elskerinder, da det lå i kort afstand fra Greenwich Palace neden for bakken.
Greenwich Castle var tidligere kendt som Duke Humphrey's Tower efter Henrik 5.'s yngre bror Humphrey, hertug af Gloucester, der opførte bygningen.